# Kingsbury County
Kingsbury County är ett administrativt område i delstaten South Dakota, USA, med 5 148 invånare. Den administrativa huvudorten (county seat) är De Smet. 

## Geografi
Enligt United States Census Bureau har countyt en total area på 2 237 km². 2 171 km² av den arean är land och 66 km² är vatten. 

### Angränsande countyn
- Hamlin County, South Dakota - nordost
- Brookings County, South Dakota - öst
- Lake County, South Dakota - sydost
- Miner County, South Dakota - syd
- Beadle County, South Dakota - väster
- Clark County, South Dakota - nordväst